# کویرنوو
کویرنوو (به لهستانی:  Kwirynów) یک روستا در لهستان است که در گمینا ستاره بابیتسه واقع شده است. کویرنوو ۸۳۲ نفر جمعیت دارد.